# Бельканто (благотворительный фонд)
Благотворительный фонд содействия развитию музыкальной культуры «Бельканто» — общественная организация, занимающаяся поддержкой культурных проектов, организацией концертов классической музыки, фестивалей, оперных спектаклей. Специализируется на органной музыке; проводит около 50-60 концертов в месяц, с фондом сотрудничает около 5 тыс. музыкантов и артистов других жанров, а также около 50 московских концертных площадок.
Фонд оказывает поддержку молодым музыкантам и художникам, проводит благотворительные мероприятия для инвалидов, детских домов, социально незащищенных и малообеспеченных граждан.
В 2017 году фонд провел концерт на 58-м этаже башни «Империя» ММДЦ «Москва-Сити», вошедший в книгу рекордов Гиннеса, как самый «высокий» концерт органной музыки в мире. Концерт проекта «Классика на высоте» состоялся 24 августа 2017 года на высоте 220, 25 метров, как сообщает ИА «ТАСС».
25 апреля 2019 года фонд «Бельканто» провёл юбилейный 6 000-тысячный концерт.

## Деятельность
Особенный интерес фонд питает к концертам органной музыки, приглашая зарубежных и российских исполнителей. Например, исторический орган «Зауэр» (1898 год) в Кафедральном соборе святых Петра и Павла стал темой ежегодного фестиваля «Шедевр фирмы Зауэр».
Руководствуясь своей программой популяризации органной музыки фонд установил орган и открыл органный зал в здании Геологического музея им. Вернадского.
Организаторы концертов испытывают к необычным для классической музыки методам сопровождения мероприятий, идее совмещения жанров: проекты с ретро-кино, мультимедийные проекции в цикле «Звучащие полотна», песочная анимация, рисование водой в технике эбру, использование этнических инструментов (дудук и проч.).

### Фестивали и проекты
Ежегодные международные фестивали: «Музыка в изгнании» (посвящен художникам тоталитарного режима), Баховские фестивали «От Рождества до Рождества», фестивали искусств «Дорога в Рождество», фестивали искусств «Мистерия» в музее-усадьбе «Архангельское» и других залах Москвы.
В 2016 году был создан проект «Звучащие полотна».
В 2018 году по инициативе фонда был создан проект «Дни Британской культуры».